# (10248) Fichtelgebirge
(10248) Fichtelgebirge ist ein Asteroid des Hauptgürtels, der nach dem Fichtelgebirge benannt wurde. Er wurde am 17. Oktober 1960 von den niederländischen Astronomen Cornelis Johannes van Houten, Ingrid van Houten-Groeneveld und Tom Gehrels entdeckt.